# Kathleen Smet
Pour les articles homonymes, voir Smet.
Kathleen Smet, née le 19 janvier 1970 à  Beveren est une triathlète professionnelle belge, championne du monde de triathlon longue distance en 2005 et double championne d'Europe en 2000 et 2002

## Biographie
Après des études à l'Université libre de Bruxelles, Kathleen Smet commence le triathlon en 1995. Elle est six fois championne de Belgique. Elle participe au premier triathlon olympique aux Jeux de 2000 et termine à la seizième place avec un temps de 2 h 4 min 5 s 098. Quatre ans plus tard elle prend de nouveau part à cette compétition et finit à la quatrième place, avec un temps de 2 h 5 min 35 s 089. Sa meilleure année reste 2002 avec un deuxième titre de championne d'Europe et une deuxième place au championnat du monde longue distance à Nice en France. Elle remporte le titre de championne du monde de triathlon longue distance en 2005 à Fredericia au Danemark.
Kathleen Smet met un terme à sa carrière en 2005, elle reçoit lors d'une cérémonie au Kaaitheater de Bruxelles le trophée de « sportive flamande de l'année » en consécration de sa carrière et de son dernier titre. Elle travaille pendant plusieurs années comme coordinatrice sportive au sein de la ligue belge de triathlon, avant d'en démissionner pour des problèmes relationnels avec la direction et de devenir professeur de natation à l'Université de Louvain.

## Palmarès
Le tableau présente les résultats les plus significatifs (podium) obtenus sur le circuit international de triathlon depuis 1999,.
| Année | Compétition                              | Pays           | Position           | Temps           |
| ----- | ---------------------------------------- | -------------- | ------------------ | --------------- |
| 2005  | Championnat du monde longue distance     | Danemark       | Médaille d'or      | 6 h 19 min 5 s  |
| 2005  | Ironman Afrique du Sud                   | Afrique du Sud | Médaille d'argent  | Timing          |
| 2004  | Coupe du monde - l'étape de Corner Brook | Canada         | Médaille d'or      | 2 h 8 min 11 s  |
| 2004  | Coupe d'Europe - l'étape d'Echternach    | Pays-Bas       | Médaille d'or      | 1 h 58 min 10 s |
| 2003  | Championnat d'Europe                     | Tchéquie       | Médaille de bronze | 2 h 10 min 35 s |
| 2002  | Championnat du monde longue distance     | France         | Médaille d'argent  | 7 h 11 min 55 s |
| 2002  | Championnat d'Europe                     | Hongrie        | Médaille d'or      | 1 h 59 min 5 s  |
| 2002  | Triathlon International de Nice          | France         | Médaille d'argent  | 7 h 11 min 55 s |
| 2001  | Ironman Afrique du Sud                   | Afrique du Sud | Médaille d'argent  | Timing          |
| 2001  | Championnat d'Europe                     | Tchéquie       | Médaille d'argent  | 2 h 20 min 7 s  |
| 2001  | Coupe d'Europe - l'étape d'Athènes       | Grèce          | Médaille d'or      | 2 h 6 min 51 s  |
| 2001  | Coupe d'Europe - l'étape d'Echternach    | Pays-Bas       | Médaille d'or      | 2 h 19 min 12 s |
| 2001  | Coupe d'Europe - l'étape de Séville      | Espagne        | Médaille d'or      | 2 h 4 min 17 s  |
| 2000  | Championnat d'Europe                     | Pays-Bas       | Médaille d'or      | 2 h 6 min 49 s  |
| 1999  | Triathlon International de Nice          | France         | Médaille d'argent  | 6 h 57 min 21 s |